# Dolores del Río
Dolores del Río (castellà: Dolores del rio)  (Victoria de Durango, 3 d'agost de 1904 - Newport Beach, 11 d'abril de 1983), nascuda María de los Dolores Asúnsolo López-Negrete, va ser una actriu mexicana.
És considerada l'actriu més representativa i reconeguda internacionalment del cinema mexicà.

## Biografia
Dolores del Río va protagonitzar pel·lícules de Hollywood durant el cinema mut i va ser una actriu molt popular a Mèxic.
Era cosina de l'actor Ramón Novarro. La seva rica família va perdre totes les possessions durant la Revolució Mexicana. El desig de reconstruir el seu estil de vida còmode la va portar a seguir una carrera com a actriu. El 1921 es va casar amb Jaime Martínez del Río i la parella va emigrar als Estats Units. El matrimoni va acabar en divorci, però Dolores del Río va mantenir el seu nom de casada per seguir una carrera com a actriu.

### Les esplendors dels muts
Se l'admira com una de les dones més boniques de la pantalla, i la seva carrera va florir fins al final de l'era del cinema mut: descoberta per Edwin Carewe (com Oliver Hardy) que la vol llançar com un Rodolfo Valentino, femení, símbol sexual llatí, és, tanmateix, Raoul Walsh qui li atorga l'estatus d'estrella amb Al servei de la glòria; aquest últim la dirigeix després en dues pel·lícules històriques, una adaptació de Mérimée i l'altra sobre la Revolució Russa. Carewe va dirigir Resurrection segons Tolstoi i el melodrama antiracista Ramona, un remake de DW Griffith i la primera pel·lícula amb so de United Artists, que és un triomf. Del Rio també substitueix l'actriu francesa Renée Adorée en una producció de la MGM, La Pista de 98, dirigida per Clarence Brown basada en el llibre de Robert W. Service (habitualment associada amb Greta Garbo, una altra nouvinguda estrangera que fa pànic a Hollywood).

### Els difícils anys 30

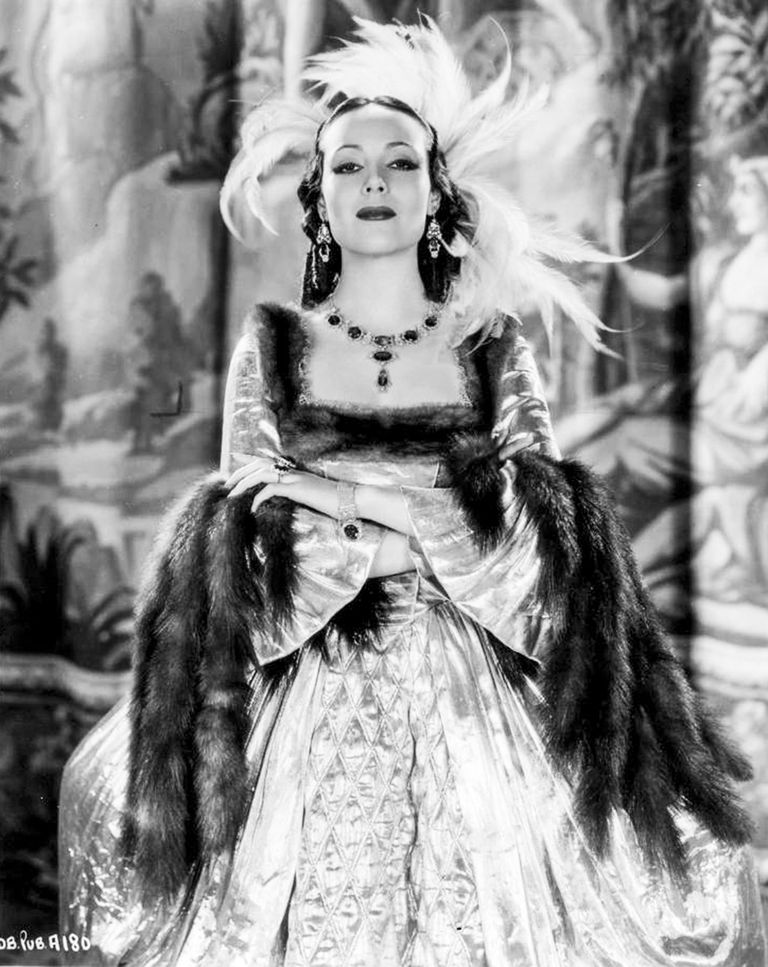
Dolores del Río a Madame du Barry.

El 1930 es va casar amb Cedric Gibbons, un dels principals directors artístics de Metro-Goldwyn-Mayer. El 1929, Evangeline de Carewe la imposa en imatges parlades. Però malgrat L'ocell del paradís de King Vidor i Madame du Barry de William Dieterle (en què va interpretar el paper principal), amb l'arribada del cinema sonor va quedar relegada a papers exòtics en produccions secundàries, on va conèixer George Sanders i John Wayne. Del Rio també es va negar a participar en la pel·lícula Viva Villa! que ella jutja "anti mexicana" i Fay Wray ocupa el seu lloc.
L'any 1934, Dolores del Río va ser víctima de "la caça de bruixes" realitzada contra "els rojos" a Hollywood. Amb James Cagney, el seu compatriota i parent Ramón Novarro i Lupe Vélez (com a "bomba llatina"), se l'acusa de promoure el comunisme a Califòrnia, cosa que tindrà conseqüències per a la seva carrera.

### Welles i Mèxic
Es va divorciar de Cedric Gibbons el 1941 i va començar una relació amb Orson Welles, deu anys més jove que ella, que es va enamorar d'ella. Classificada a la "Box Office Poisons" amb Joan Crawford, Greta Garbo, Marlene Dietrich, Mae West i Katharine Hepburn, el seu amant va produir i codirigir per a ella Istambul, el fracàs del qual la va determinar a abandonar Hollywood. Dolores Del Rio només tornarà ocasionalment per John Ford (El fugitiu amb Henry Fonda, The Cheyenne) i Elvis Presley, la mare del qual interpreta a The Walkers of the Plain de Don Siegel.
Va tornar a Mèxic l'any 1942 i va començar a fer gires en espanyol, la qual cosa li va suposar un gran èxit a Mèxic i Amèrica Central durant els vint anys següents. Fa la seva última aparició a la pantalla al costat d'Anthony Quinn i Katy Jurado a The Children of Sanchez.
Va morir d'una malaltia hepàtica l'11 d'abril de 1983 a Newport Beach, Califòrnia, i va ser enterrat a Ciutat de Mèxic, Mèxic.

## Filmografia
- 1925: Joanna d'Edwin Carewe
- 1926: High Steppers d'Edwin Carewe
- 1926: Pals First d'Edwin Carewe

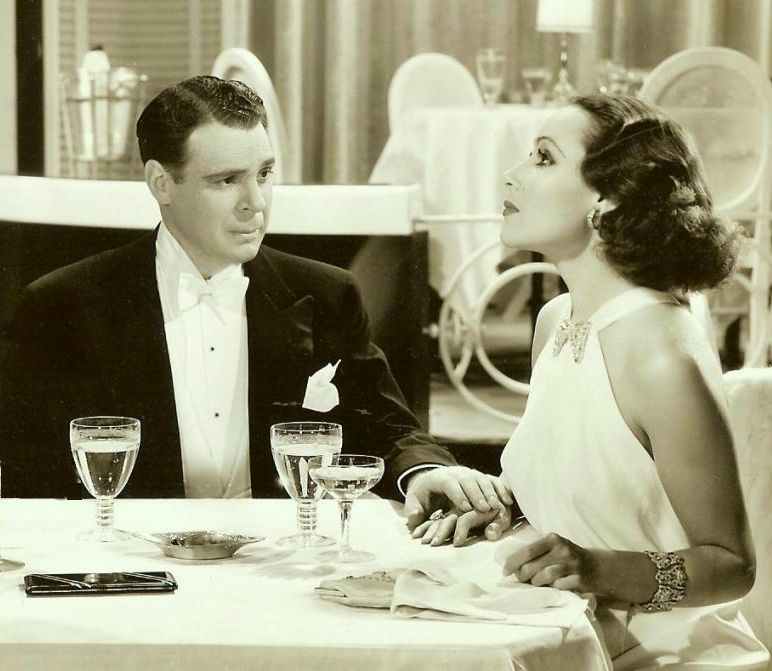
Amb Everett Marshall a Visc d'amor, (1935).

- 1926: What Price Glory? de Raoul Walsh
- 1927: Resurrection d'Edwin Carewe
- 1927: The Loves of Carmen de Raoul Walsh
- 1928: The Trail of '98 de Clarence Brown
- 1928: The Red Dance de Raoul Walsh
- 1928: Ramona d'Edwin Carewe
- 1928: Revenge d'Edwin Carewe
- 1929: Evangeline d'Edwin Carewe
- 1930: The Bad One de George Fitzmaurice
- 1932: Girl of the Rio de Herbert Brenon
- 1932: Ocell del paradís (''Bird of Paradise), de King Vidor
- 1933: Volant cap a Rio de Janeiro (Flying Down to Rio) de Thornton Freeland
- 1934: Wonder Bar de Lloyd Bacon i Busby Berkeley
- 1934: Madame du Barry  de William Dieterle
- 1935: In Caliente de Lloyd Bacon
- 1935: I Live for Love de Busby Berkeley
- 1935: The Widow from Monte Carlo de Arthur Greville Collins
- 1936: Accused de Thornton Freeland
- 1937: The Devil's Playground d'Erle C. Kenton
- 1937: Lancer Spy, de Gregory Ratoff
- 1938: International Settlement de Eugene Forde
- 1940: The Man from Dakota de Leslie Fenton
- 1943: Flor silvestre d'Emilio Fernández
- 1943: Istanbul (Journey Into Fear) de Norman Foster i Orson Welles
- 1944: María Candelaria d'Emilio Fernández
- 1945: Bugambilia  d'Emilio Fernández
- 1946: La otra de Roberto Gavaldón
- 1947: El fugitiu (The Fugitive) de John Ford
- 1948: Historia de una mala mujer de Luis Saslavsky
- 1949: La Malquerida d'Emilio Fernández
- 1950: La casa chica de Roberto Gavaldón
- 1951: Deseada de Roberto Gavaldón
- 1951: Doña Perfecta de Alejandro Galindo
- 1953: El niño y la niebla de Roberto Gavaldón
- 1958: ¿Adónde van nuestros hijos? de Benito Alazraki
- 1959: La cucaracha d'Ismael Rodríguez
- 1960: Flaming Star de Don Siegel
- 1962: El pecado de una madre de Alfonso Corona Blake
- 1964: El gran combat (Cheyenne Autumn) de John Ford
- 1966: La dama del alba de Francesc Rovira-Beleta
- 1966: Casa de mujeres de Julián Soler
- 1967: C'era una volta de Francesco Rosi
- 1978: The Children of Sanchez de Hall Bartlett

## Distinció
- 1926: WAMPAS Baby Repartiment